# 迪迪埃·瓦瓦瑟尔
迪迪埃·瓦瓦瑟尔（法語：Didier Vavasseur，1961年2月7日—），法国男子皮划艇运动员。他曾代表法国参加1984年和1988年夏季奥林匹克运动会皮划艇比赛，其中1984年奥运会获得一枚铜牌。